# Unión Deportiva Las Palmas
La Unión Deportiva Las Palmas, anche nota come Las Palmas, è una società calcistica spagnola con sede nella città di Las Palmas, sull'isola di Gran Canaria. Milita in Segunda División, la seconda serie del campionato spagnolo.
Al 2024 conta un totale di 35 stagioni giocate in Primera División (di cui 19 consecutive, dal 1963-1964 al 1982-1983), considerando anche quella corrente, la 2023-2024, 28 in Segunda División e 6 in Segunda División B, ha chiuso la stagione Liga I 2023-2024 al 16º posto confermando la sua permanenza nella massima categoria del calcio spagnolo. 
La squadra vive un'accesa rivalità con un'altra squadra delle Canarie, il Tenerife, con cui disputa il Derby delle Canarie, essendo state le due squadre a lungo nello stesso campionato.
Dal 2003 gioca le partite casalinghe all'Estadio de Gran Canaria di Las Palmas, impianto da 32.392 posti.

## Storia
Il club fu fondato il 22 agosto 1949, risultato della fusione di 5 squadre: C.D. Gran Canaria, Atlético Club, Club Victoria, Arenas Club e Marino C.F.
Le squadre delle Isole Canarie avevano ricevuto il permesso a partecipare al campionato spagnolo il 6 giugno dello stesso anno, da parte della Federazione calcistica della Spagna. Si era deciso di unire le forze e creare un unico club, affinché fosse più competitivo sul piano nazionale.
La neonata Unión Deportiva Las Palmas iniziò gli allenamenti il 16 settembre. La rosa era composta da una selezione dei migliori giocatori delle cinque precedenti squadre. L'allenatore era Pancho Arencibia. La squadra ottenne subito la promozione in Segunda División, e l'anno successivo raggiunge la massima serie.
Dopo solo due anni dalla fondazione, esordì in Primera División nella stagione 1951-1952. Vi restò per una sola stagione, retrocedendo a fine campionato.
I canarini tornarono in massima serie nel 1954-1955. La prima parte di stagione vide il Las Palmas lottare nelle posizioni alte della classifica, restando per alcune giornate anche in testa, però nella seconda parte del campionato il rendimento peggiorò, e la squadra raggiunse con fatica l'obiettivo della salvezza. Il Las Palmas restò in massima serie per sei stagioni, prima di retrocedere nuovamente in Segunda División.
Nei primi anni '60 il club visse un periodo avaro di successi, giocando in seconda serie. Nello stesso tempo però, nelle giovanili stavano crescendo giocatori che in futuro avrebbero avuto un grande rendimento, come Tonono, Paco Castellano, Juan Guedes e Germán Dévora. Il Las Palmas tornò in Primera División nel 1964, vincendo il campionato cadetto, e diede il via all'Época de oro del club.
Restò in Primera per 19 stagioni.
Nella stagione 1967-1968 arrivò al terzo posto in campionato, dietro al Real Madrid e al Barcellona. Nella stagione successiva arrivò al secondo posto, stabilendo così il record per il miglior piazzamento nella sua storia. In quell'anno arrivò anche il debutto europeo, con la partecipazione alla Coppa delle Fiere, in cui il Las Palmas fu eliminato al primo turno dall'Herta Berlino (0-0 in casa e 1-0 in trasferta).

Rendimento in campionato del Unión Deportiva Las Palmas 1929-presente

In questo periodo il club fornì anche un apporto alla Nazionale spagnola: Per gli Europei del 1968 in Italia, furono convocati quattro giocatori delle Canarie: Tonono, Guedes, Germán e Castellano. Successivamente, anche Martín Marrero venne convocato nella Selección
Il 9 marzo 1971 il club ricevette la triste notizia della scomparsa di Juan Guedes. Il centrocampista morì all'età di 28 anni, mentre era ancora in attività con il Las Palmas.
Nel 1972 il club giocò in Coppa UEFA, allenato da Pierre Sinibaldi. Raggiunse il terzo turno dove fu eliminato dal Twente.
Nel 1975 morì anche il calciatore Tonono, a causa di una malattia al fegato.
Nella seconda metà degli anni '70, il Las Palmas ingaggiò una serie di calciatori argentini, che insieme la blocco di giocatori locali, andò a costituire una squadra che segnò un periodo di successi sportivi. Essi furono Daniel Carnevali, Quique Wolff, Carlos Morete e Miguel Ángel Brindisi
Nella stagione 1977-1978, allenati da Miguel Muñoz, il club visse la sua terza e ultima partecipazione alla Coppa UEFA, e arrivò in finale di Coppa del Re, dove fu sconfitto dal Barcellona per 3-1. Il periodo Albiceleste si concluse nel 1980.
Nel 1983 il club retrocesse in Segunda División dopo 19 stagioni consecutive. Nella stagione 1984-1985, con Roque Olsen in panchina, il Las Palmas tornò in massima serie. Vi restò per tre stagioni, fino al 1988, quando arrivò all'ultimo posto in classifica e tornò nella serie cadetta.
Nella stagione 1991-1992 il club Amarillo retrocesse per la prima volta in Segunda División B. Vi restò per quattro stagioni, prima di ritornare in 2ª División nel 1996, con Pacuco Rosales in panchina.
In questi anni il club visse grandi difficoltà economiche, con un debito di 600 milioni di pesetas che fu coperto anche grazie alle generose donazioni della tifoseria canarina.
Nel 2000 il Las Palmas tornò in massima serie, con il croato Sergije Krešić in panchina. Fu una breve parentesi che durò solo due stagioni. Nella stagione 2001-2002, infatti, il Las Palmas arrivò al terzultimo posto e retrocesse. 
Iniziò così un lungo periodo nelle serie inferiori. Nel 2004 il club retrocesse ancora una volta in Segunda División B, dove restò per due stagioni. In questi anni ci furono nuove turbolenze economiche. Nel 2006, il club rischiò di fallire e scomparire dal panorama calcistico, ma fu salvato dall'arrivo di un nuovo presidente, l'imprenditore locale Miguel Ángel Ramírez Alonso. Il club iniziò un percorso per sistemare il proprio bilancio, e contemporaneamente sul campo ottenne la promozione in Segunda División.
Restò nella seconda serie spagnola per nove stagioni consecutive. Nel 2012-2013 il Las Palmas arrivò ai playoff per la promozione, guidato da Sergio Lobera Rodríguez, ma fu eliminato. Si qualificò ai playoff anche nella stagione successiva, ma fu ancora eliminato.
Nella stagione 2014-2015, al terzo tentativo nei playoff, arrivò la promozione in Primera División dopo 13 stagioni, con Paco Herrera in panchina. Il Las Palmas aveva perso la finale di andata in trasferta contro il Real Zaragoza per 3-1, ma ribaltò il risultato vincendo per 2-0 in casa, il 21 giugno 2015. Nella stagione 2017-18 il club canario ha raggiunto le 1100 partite giocate ne LaLiga.
Nella stagione Segunda División 2022-2023 (Spagna) ha raggiunto la promozione in Prima Divisione sotto la guida dell'allenatore Garcia Pimienta, dopo aver pareggiato a reti inviolate nell'ultima giornata in casa contro il Deportivo Alavés e aver conquistato il secondo posto con 72 punti.

## Stadio
L'Estadio de Gran Canaria fu inaugurato l'8 maggio 2003 nell'incontro che vide di fronte il Las Palmas (allora militante in Segunda División) contro i belgi dell'Anderlecht con risultato finale di 2-1 in favore della squadra di casa.
L'impianto,era dotato anche di piste di atletica, rimosse dopo la sua ristrutturazione. Si trova nel quartiere Siete Palmas ed è il successore del vecchio Estadio Insular, dove fino ad allora il Las Palmas disputava le sue partite casalinghe.

## Palmarès

### Competizioni nazionali
- Segunda División: 4

1953-1954 (gruppo II), 1963-1964 (gruppo II), 1984-1985, 1999-2000

### Competizioni giovanili
- Campionato giovanile di Spagna: 1962

### Altri piazzamenti
- Campionato spagnolo:

Secondo posto: 1968-1969
Terzo posto: 1967-1968
- Coppa di Spagna:

Finalista: 1977-1978
Semifinalista: 1973-1974, 1983-1984, 1996-1997
- Segunda División:

Secondo posto : 2022-2023
Terzo posto: 1950-1951 (gruppo II), 1962-1963 (gruppo II), 1997-1998
Vittoria play-off: 2014-2015
- Segunda División B:

Secondo posto: 1993-1994 (gruppo IV)
Terzo posto: 1994-1995 (gruppo I), 2005-2006 (gruppo I)
- Copa de la Liga Segunda División:

Finalista: 1984

## Statistiche

### Partecipazione ai campionati
Dalla stagione 1950-1951 alla 2025-2026 il club ha ottenuto le seguenti partecipazioni ai campionati nazionali:
| Livello | Categoria          | Partecipazioni | Debutto   | Ultima stagione | Totale |
| ------- | ------------------ | -------------- | --------- | --------------- | ------ |
| 1º      | Primera División   | 35             | 1951-1952 | 2024-2025       | 35     |
| 2º      | Segunda División   | 34             | 1950-1951 | 2025-2026       | 34     |
| 3º      | Segunda División B | 6              | 1992-1993 | 2005-2006       | 6      |

- Miglior piazzamento nella Liga: 2° (1968-1969)
- Peggior piazzamento nella Liga: 20° (1987-1988)

### Statistiche nelle competizioni UEFA
Tabella aggiornata alla fine della stagione 2022-2023.
| Competizione                  | Partecipazioni | G  | V | N | P | RF | RS |
| ----------------------------- | -------------- | -- | - | - | - | -- | -- |
| Coppa UEFA/UEFA Europa League | 2              | 10 | 4 | 2 | 4 | 20 | 16 |
| Coppa delle Fiere             | 1              | 2  | 0 | 1 | 1 | 0  | 1  |

### Statistiche individuali
Di seguito alcuni record individuali relativi ai calciatori dell'Unión Deportiva Las Palmas: 
| Record di presenze - 474 David García (1964-1978) - 453 Germán Dévora (1962-1978) - 436 Tonono (1961-1975) - 433 Francisco Castellano (1964-1978) - 425 Félix Marrero (1973-1988) - 391 Orlando Suárez (1989-2003) - 385 Felipe Martín (1973-1987) - 375 Guillermo Hernández Robaina (1969-1981) - 361 Martín Marrero (1966-1979) - 344 Julio Durán (1982-1992) | Record di reti - 118 Germán Dévora (1962-1978) - 99 Carlos Morete (1975-1980) - 98 Orlando Suárez (1989-2003) - 93 Jorge Contreras (1983-1989) - 81 Juani (1974-1987) - 75 Jonathan Viera (2010-2024) - 73 Marcos Márquez (2005-2010) - 71 José Manuel León (1962-1975) - 70 Gilberto Rodríguez Pérez (1962-1973) - 68 Luis Saavedra (1980-1994) |

## Organico

### Rosa 2025-2026
Rosa, numerazione e ruoli, tratti dal sito ufficiale, sono aggiornati al 31 luglio 2025.
| N. |                        | Ruolo | Calciatore       |
| -- | ---------------------- | ----- | ---------------- |
| 1  | Paesi Bassi (bandiera) | P     | Jasper Cillessen |
| 2  | Spagna (bandiera)      | D     | Marvin Park      |
| 3  | Spagna (bandiera)      | D     | Mika Mármol      |
| 4  | Spagna (bandiera)      | D     | Álex Suárez      |
| 6  | Spagna (bandiera)      | C     | Fabio González   |
| 7  | Spagna (bandiera)      | C     | Pejiño           |
| 8  | Spagna (bandiera)      | C     | José Campaña     |
| 9  | Spagna (bandiera)      | C     | Marc Cardona     |
| 10 | Spagna (bandiera)      | C     | Alberto Moleiro  |
| 11 | Spagna (bandiera)      | C     | Benito Ramírez   |
| 12 | Francia (bandiera)     | C     | Enzo Loiodice    |
| 13 | Croazia (bandiera)     | P     | Dinko Horkaš     |
| 14 | Spagna (bandiera)      | C     | Manu Fuster      |
| 15 | Scozia (bandiera)      | D     | Scott McKenna    |

| N. |                       | Ruolo | Calciatore       |
| -- | --------------------- | ----- | ---------------- |
| 16 | Scozia (bandiera)     | A     | Oliver McBurnie  |
| 17 | Spagna (bandiera)     | A     | Jaime Mata       |
| 18 | Spagna (bandiera)     | C     | Viti Rozada      |
| 19 | Spagna (bandiera)     | A     | Sandro Ramírez   |
| 20 | Spagna (bandiera)     | C     | Kirian Rodríguez |
| 23 | Spagna (bandiera)     | D     | Álex Muñoz       |
| 24 | Belgio (bandiera)     | A     | Adnan Januzaj    |
| 25 | Francia (bandiera)    | D     | Andy Pelmard     |
| 28 | Spagna (bandiera)     | D     | Juanma Herzog    |
| 29 | Portogallo (bandiera) | C     | Dário Essugo     |
| 37 | Portogallo (bandiera) | A     | Fábio Silva      |
|    | Spagna (bandiera)     | C     | Jonathan Viera   |
|    | Italia (bandiera)     | C     | Lorenzo Amatucci |
|    | Guinea (bandiera)     | A     | Sory Kaba        |

## UD Las Palmas C
La Unión Deportiva Las Palmas C è il secondo club affiliato alla prima squadra, fondato nel 2006.
Milita nell'Insular Preferente de Las Palmas, campionato dilettantistico locale equivalente alla sesta serie del campionato spagnolo.